# Akvajamicin
Akvajamicin je antrahinonski derivat. On je inhibitor enzima tirozinska hidroksilaza.
Sakvajamicini su antibiotici iz akvajamicinske grupe prisutne u Streptomyces nodosus bakterijskim kulturama.